# Waurá
Waurá (Uaurá, Wauja), pleme američkih Indijanaca porodice Arawakan, naseljeno na području parka Xingu u brazilskoj državi Mato Grosso. Populacija im iznosi 240 (1994 SIL); 333 (2001), 410 (Funasa - 2006). Većina Waura locirana je oko jezera Piyulaga na gornjem Xinguu gdje imaju jedno selo, a ostali žive na drugim dijelovima parka. Waure su poznati po proizvodnji košara, a proizvode 3 osnovna tipa: mayapalu, mayaku i tirumakana. Mayapalu, je jedina bez dizajna, a namijena joj je za transportne svrhe. Sve vrste košara izrađuju muškarci.